# 細胞表面受體

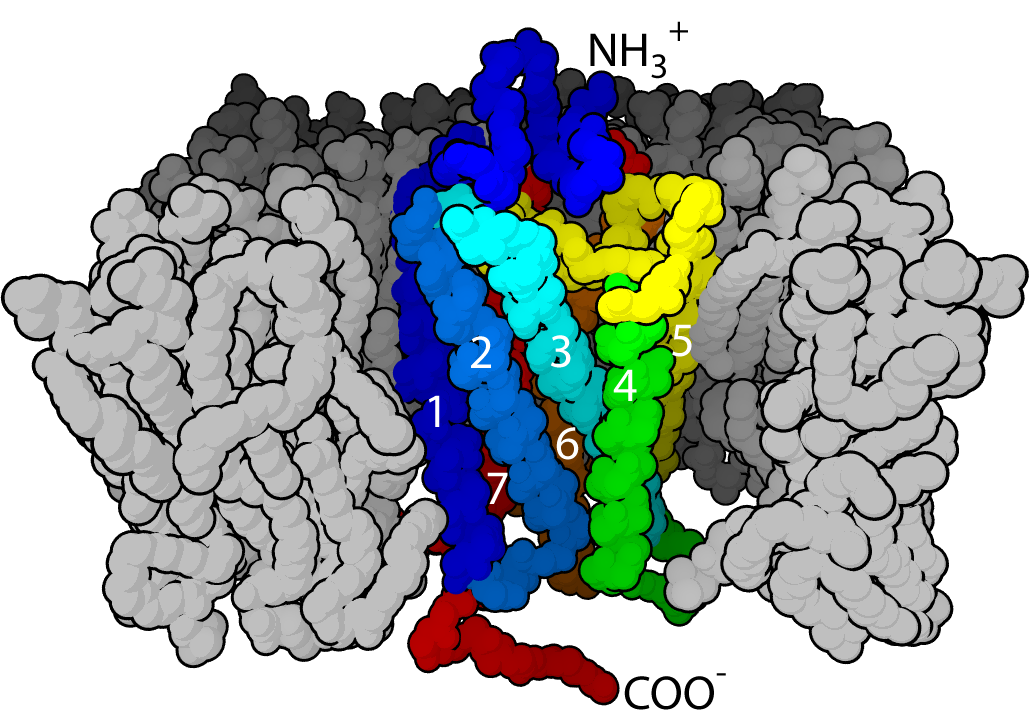
一種G蛋白偶聯受體的結構示意圖，圖中用彩色標出的是其七次穿膜的結構

細胞表面受體（cell surface receptor），是一類位於細胞表面的受體。細胞表面受體可以接收來自細胞外的信號，即與可以配對的配體結合，引發細胞內部的反應，最後產生特定的效應。這個效應可能僅在短時間內持續，比如細胞代謝或運動上的改變。也可能是長時間持續的，比如說使特定基因的表達上調。總的來說，已發現的較經典細胞表面受體包括：G蛋白偶聯受體（G protein-coupled receptor）、受體酪氨酸激酶（Receptor tyrosine kinases）、鳥苷酸環化酶偶聯受體（Guanylate cyclase-coupled receptor）、離子通道（ion channel），以及黏附受體（adhesion receptor），其中以G蛋白偶連受體的數量最多。